# My Name Is Earl
My Name is Earl, también conocida como Me llamo Earl (en España) y Mi nombre es Earl (en Hispanoamérica), es una comedia de situación ganadora de un Premio Emmy, creada por Greg Garcia, protagonizada por Jason Lee y producida por la cadena de televisión Fox.

## Argumento
Sus intérpretes principales son Jason Lee, Ethan Suplee, y Jaime Pressly. Lee interpreta a Earl Hickey, un delincuente de poca monta sin respeto por nada ni por nadie, que en el momento en que gana 100.000 dólares en la lotería de un boleto comprado con dinero robado, es atropellado y queda tirado en la calle viendo cómo el viento se lleva su boleto ganador. Mientras se encuentra convaleciente en el hospital su esposa le hace firmar el divorcio, y es entonces cuando, a través de la televisión, descubre el karma a raíz de un comentario de Carson Daly en su programa. El descubrimiento del karma le hace replantearse su vida, a la que decide dar un giro a mejor. Es entonces cuando decide escribir una lista con todas las malas acciones que ha hecho con el lema de: "Si haces cosas buenas te pasan cosas buenas", para ir compensando a todos los que dañó al hacer estas cosas; en el intro de cada capítulo se le escucha decir: "Esta es la lista de todas las cosas malas que he hecho y uno a uno voy a enmendar todos mis errores, solo quiero ser una mejor persona, me llamo Earl".
La serie transcurre en el condado ficticio de Camden, en general la mayoría de los habitantes de Camden son muy bobos e ignorantes, esto es una parodia de la 'América profunda'.

## Concepción
Según las entrevistas en la primera edición del DVD (versión estadounidense), el personaje de Earl está parcialmente inspirado en el padrastro del creador de la serie, Greg Garcia, también llamado Earl. Al igual que Earl Hickey, el Earl de verdad conoció y se casó con una mujer que estaba embarazada de un hijo de otro hombre. Con el tiempo también tuvo un segundo hijo con un negro, como hizo Joy en la serie. El Earl real estuvo involucrado en algunas actividades cuestionables en el pasado, pero finalmente cambió, como hizo Earl.
Garcia escribió el episodio piloto mientras trabajaba en otra comedia de situación, Yes, Dear. Al principio contactó con la FOX, la cual aprobó la serie. Al final fue la NBC la que aprobó la realización del piloto condicionado a que se pudiese conseguir un reparto de garantías.
Jason Lee fue contactado para el personaje principal, pero no estaba interesado en trabajar para la televisión y rechazó en dos ocasiones el personaje, hasta que al final aceptó grabar el episodio piloto después de haberse leído el guion. A pesar de que le gustó el piloto, se mostró indeciso a comprometerse hasta que se reunió con García, el creador de la serie.

## Personajes

### Principales
- Jason Lee como Earl Hickey.
- Ethan Suplee como Randy Hickey.
- Jaime Pressly como Joy Turner.
- Eddie Steeples como Darnell "Crabman" Turner/Harry Monroe.
- Nadine Velazquez como Catalina Aruca.

### Secundarios
| - Noah Crawford como joven Earl Hickey. - Beau Bridges como Carl Hickey. - Nancy Lenehan como Kay Hickey. - Louis T. Moyle como Dodge Hickey. - Trey Carlisle como Earl Hickey, Jr. - Gregg Binkley como Kenny James - Dale Dickey como Patty, la prostituta del día. - Timothy Stack como Tim Stack. - Giovanni Ribisi como Ralph Mariano. - Silas Weir Mitchell como Donny Jones. - Alyssa Milano como Billie Cunningham. - Ryan Armstrong como joven Randy Hickey. - Tamala Jones como Liberty Washington. - DJ Qualls como Ray-Ray Washington. - Clint Howard como El sucio Rodney. - Abdoulaye N'Gom como Nescobar-A-Lop-Lop. - J. Lamont Pope como Jasper. | - Michael Rapaport como Frank Stump. - Raymond Cruz como Paco. - Tim DeKay como Hank Lange. - Mike O'Malley como Oficial Stuart Daniels. - Billy Gardell como Oficial Jeff Hoyne. - George Frangides como Oficial Bob Smiley. - Kathy Kinney como Oficial Bobbie Bowman. - Bill Suplee como Willie el cartero tuerto. - Tracy Ashton como Didi. - Abdul Goznabi como 8-Ball. - Beth Riesgraf como Natalie Duckworth. - Burt Reynolds como Richard Chubby. - Norm Macdonald como Little Chubby. - Craig T. Nelson como Warden Jerry Hazelwood. - Josh Wolf como Josh Martin. - Jonathan Walker Spencer como Kevin. |

### Estrellas invitadas
| - Trace Adkins - John Amos - David Arquette - Sean Astin - Roseanne Barr - Larry Joe Campbell - Charles S. Dutton - Jenna Elfman - Erik Estrada - Morgan Fairchild - Jon Favreau - Faith Ford - Leo Fitzpatrick - Ben Foster - Johnny Galecki - Danny Glover - Adam Goldberg - Seth Green - Judy Greer - Jon Heder - Paris Hilton - Eric Allan Kramer - Rico Rodríguez | - John Leguizamo - Juliette Lewis - Jane Lynch - Jenny McCarthy - Howie Mandel - Marlee Matlin - Katy Mixon - Chloë Grace Moretz - Niecy Nash - Timothy Olyphant - Michael Pena - Jason Priestley - Dax Shepard - Jimmi Simpson - Christian Slater - Kevin Sussman - Christine Taylor - Melody Thomas Scott - Miguel Varoni - Michael Waltrip - Betty White - Burt Reynolds - Deborah Ann Woll |

## La lista
Mientras está hospitalizado y todavía bajo los efectos de la morfina, Earl escucha el concepto del karma en el show de Carson Daly y concluye que su mala suerte está causada por su estilo de vida, por lo que decide hacer una lista de los errores cometidos en su vida para ir tachándolos conforme los enmiende para que, de ese modo, su vida mejore.
Earl empieza por enmendar el haber tirado papeles al suelo recogiendo la basura del motel, lo que lleva a volver a encontrar su billete de lotería. Esto le convence definitivamente de lo acertado de su decisión.
Algunas veces el karma existe no sólo como tema, sino como personaje capaz de guiar las acciones de Earl. Earl se dirige en ocasiones hacia el karma como si este fuera una deidad o algún tipo de ser poderoso omnisciente. En un episodio de la primera temporada, Earl asegura ser "la puta del karma" ("bitch" en la V.O. en inglés; traducido en el doblaje en España como "esclavo", en Hispanoamérica como "el que hace el trabajo sucio del karma"). La lista es la manifestación física del karma.
El comportamiento de Earl plantea una interesante cuestión moral. ¿Está Earl actuando solo por su propio interés movido por su deseo de ganar "buen karma" o está sinceramente arrepentido de lo que ha hecho mal? La serie es algo ambigua en esta cuestión, con diferentes episodios sugiriendo diferentes respuestas. Por ejemplo, el episodio 1.04 Earl quiere confesar a su exnovia que fingió su propia muerte para librarse de ella porque no la soportaba. Catalina le dice que no haga eso porque la destrozará y "¿Qué es más importante, tu lista o los sentimientos de alguien?" A lo que Earl responde "No sé, ¿mi lista?". Por otro lado, en el episodio 2.02 Earl experimenta auténtica empatía por el arresto de Joy. De hecho, él se extraña de cómo se ha sentido y Catalina le dice "Esto pasa porque eres buena persona".
Además, en el episodio 1.15 Earl ayuda a hacerse mejor a un suicida al que había robado gasolina, a pesar de no ser necesario para tacharlo de la lista. Earl incluso llega a decir que la lista le está haciendo sentir cosas que no había sentido antes, lo que sugiere que, si bien empezó a hacerla para sus propios intereses, finalmente ha llegado a arrepentirse de sus malas acciones.

## Premios y nominaciones
- Nominada para los Globos de Oro 2006 para Mejor serie de televisión musical o comedia.
- Jason Lee nominado a los Globos de Oro 2006 como mejor actor en serie de televisión musical o comedia.
- Jason Lee nominado a los Premios del Sindicato de Actores 2005/2006 como mejor actor en serie cómica.
- El reparto nominado para los Premios del Sindicato de Actores 2005/2006 como mejor reparto en serie cómica.
- Jaime Pressly nominada a los Premios Emmy 2005/2006 como mejor actriz de reparto en serie cómica.
- Marc Buckland ganó el Premios Emmy 2005/2006 a la mejor dirección en serie cómica (episodio: Piloto).
- Greg Garcia ganó el Premio Emmy al mejor guion en una serie de comedia (episodio: Piloto).
- Jason Lee nominado para Nickelodeon Kid's Choice Award 2007 como mejor actor.

## Episodios
| Temporada | Temporada | Episodios | Fechas de estreno        | Fechas de estreno  |
| Temporada | Temporada | Episodios | Primero                  | Último             |
| --------- | --------- | --------- | ------------------------ | ------------------ |
|           | 1         | 24        | 20 de septiembre de 2005 | 11 de mayo de 2006 |
|           | 2         | 23        | 21 de septiembre de 2006 | 10 de mayo de 2007 |
|           | 3         | 22        | 27 de septiembre de 2007 | 15 de mayo de 2008 |
|           | 4         | 27        | 25 de septiembre de 2008 | 14 de mayo de 2009 |

## Transmisión
- Australia - Seven Network.
- Argentina - FOX FX, Telefe y TBS Very Funny.
- Bolivia - Fox y Unitel, desde el 8 de marzo de 2007.
- Canadá - Global Television Network
- Chile - FOX - UCV TV como Mi Nombre es Earl, desde el 6 de julio de 2006.
- Colombia - FOX FX y TBS Very Funny.
- Costa Rica - Fox y TBS Very Funny.
- Dinamarca - TV3.
- España - La Sexta (2006-2009), FOX y Neox (2010-2018) como Me llamo Earl.
- Finlandia - SubTV como Kovan onnen kundi, desde el 19 de febrero de 2006.
- Francia - Paris Première y M6 como Je m'appelle Earl, desde el 29 de octubre de 2006.
- Irlanda - Channel 6.
- Israel - Yes como קוראים לי ארל.
- Italia - Italia 1 como Mi Chiamo Earl, desde el 9 de septiembre de 2006.
- Holanda - RTL 5.
- Perú - Fox y America Television.
- Japón - Fox como 私の名前は伯爵である.
- Malasia - ntv7.
- México - TBS Very Funny como My Name is Earl.
- Nueva Zelanda - TV3, desde el 12 de enero de 2006.
- Noruega - TV3, desde el 12 de enero de 2006.
- Filipinas - Jack TV.
- Portugal - 2: como Meu Nome é Earl, desde el 11 de noviembre de 2006.
- Rusia - Ren-TV como Меня зовут Эрл.
- Arabia Saudita y Medio Oriente - Showtime Arabia y Paramount Comedy Channel.
- Singapur - Channel 5.
- Sudáfrica - M-Net.
- Suecia - TV3, desde el 1 de marzo de 2006.
- Suiza - Télévision Suisse Romande como Earl: Mauvais Karma, desde el 22 de octubre de 2006.
- Uruguay - FOX.
- Turquía - CNBC-e.
- Reino Unido - Channel 4 y E4, desde el 6 de enero de 2006.
- Venezuela - FOX, Venevisión y TBS Very Funny.

## Audiencia
El primer episodio de la serie tuvo una audiencia media de 14,9 millones de televidentes en los Estados Unidos. Durante la emisión del tercer episodio, los ejecutivos de la NBC se dieron cuenta de que Me llamo Earl fue la serie de comedia con más audiencia que debutó esa temporada, y entonces la 20th Century Fox, decidió ordenar una temporada completa de veinticuatro episodios. En su primer mes, la serie se convirtió en el debut más exitoso de una serie de comedia a la edad de 18 a 49 años (las edades más deseadas por los anunciantes). La audiencia media por episodio en la primera temporada fue casi 11 millones de espectadores.
En la segunda temporada, la audiencia del programa comenzó a disminuir, con un promedio de casi nueve millones de espectadores por episodio, cayendo dieciocho posiciones - desde el puesto 40 º al 58 º - en el ranking de los programas más vistos de los Estados Unidos. Sin embargo, My Name is Earl era una de las favoritas para los críticos y premios y terminó siendo renovada para una tercera temporada. El descenso se acentuó en la tercera temporada, la serie tenía 7,3 millones de espectadores por episodio, la caída de diecisiete posiciones en la lista de los programas más vistos fue un problema para los productores, pero darían más oportunidades a esta gran serie. En su cuarta y última temporada, la audiencia del programa se redujo aún más, consiguió un poco más de 6 millones de espectadores por episodio. Sin embargo, como la televisión en EE. UU. enfrentaba una fuerte caída en sus calificaciones en el mismo período, el programa se trasladó a la posición 59 en la clasificación de los más vistos en los Estados Unidos.
| Temporada | Día/hora (EUA)                                                                                  | Inicio Temporada         | Final Temporada | Año de la Temporada | Audiencia (en millones) |
| --------- | ----------------------------------------------------------------------------------------------- | ------------------------ | --------------- | ------------------- | ----------------------- |
| 1         | Martes 9:00 p.m. (20 septiembre - 6 diciembre, 2005) Jueves 9:00 p.m. (5 enero – 11 mayo, 2006) | 20 de septiembre de 2005 | 11 mayo, 2006   | 2005–2006           | 10,9                    |
| 2         | Jueves 8:00 p.m. (21 septiembre, 2006 – 10 mayo, 2007)                                          | 21 de septiembre de 2006 | 10 mayo, 2007   | 2006–2007           | 8,9                     |
| 3         | Jueves 8:00 p.m. (27 septiembre, 2007 – 15 mayo, 2008)                                          | 27 de septiembre de 2007 | 15 mayo, 2008   | 2007–2008           | 7,3                     |
| 4         | Jueves 8:00 p.m. (25 septiembre, 2008 – 14 mayo, 2009)                                          | 25 de septiembre de 2008 | 14 mayo, 2009   | 2008–2009           | 6,6                     |

## Cancelación
En mayo de 2009 la serie se canceló tras caer en picado su audiencia, que según NBC, "No compensa la suma que cuesta cada capítulo para la audiencia que tiene la serie." Al poco, la cadena estadounidense TBS intentó hacerse cargo del programa pero no pudo cubrir el presupuesto. Fox, que fichó a Greg Garcia para hacer una serie sobre un joven que descubre que va a ser padre (Keep Hope Alive), que después pasaría a llamarse Raising Hope, declaró: "My name is Earl está definitivamente muerta." García aseguraba que en Raising Hope aparecerían personajes similares a los de My name is Earl.
NBC canceló la serie, pero el estudio esperaba mantener la comedia viva al intentar venderla a otras cadenas como Fox y ABC antes de comenzar a negociar con Turner, que ya ofrecía las repeticiones de la serie a través de su canal TBS.
Al confirmar la cancelación, la cadena indicó que ambas partes buscaron todas las posibilidades para producir nuevos episodios, pero la realidad es que los números aceptados no permitirían mantener la calidad de la serie. Al parecer, esta decisión también fue aceptada por el creador de la serie, Greg Garcia, dado que todos decidieron que la serie debería terminar en un punto positivo y no seguir estirándola sólo para perder toda su gracia.
Aunque no se conocen muchos detalles, se estima que la compañía tendría que haber eliminado cerca de un millón de dólares del presupuesto semanal de la serie, lo que hubiera significado el despido de varios actores, escritores y productores.
Esto habría causado grandes problemas, considerando que la serie tendría que haber comenzado su quinta temporada, que generalmente es el tiempo en el que las licencias aumentan sus precios, al igual que los sueldos de los actores.